# Rudy Barbier
Rudy Barbier (Beauvais, 18 dicembre 1992) è un ciclista su strada francese che corre per il team Philippe Wagner/Bazin . È professionista dal 2014.

## Palmarès
- 2012 (USSA Pavilly Barentin)

Maillot des Jeunes à Cerisy
Tour des 5 communes à Beaurainville
Grand Prix de Marles-les-Mines
Grand Prix de Leval
Prix de Saint-Maximin
- 2013 (USSA Pavilly Barentin)

1ª tappa Loire-Atlantique espoirs
2ª tappa Paris-Arras Tour (Arras > Arras)
Grand Prix de Marles-les-Mines
2ª tappa Tour de Seine-Maritime
- 2015 (Roubaix Lille Métropole, due vittorie)

1ª tappa Circuit des Ardennes (Rethel > Rethel)
Grand Prix de Saint-Souplet
- 2016 (Roubaix Lille Métropole, due vittorie)

Parigi-Troyes
Cholet-Pays de Loire
- 2017 (AG2R, una vittoria)

Parigi-Bourges
- 2019 (Israel Cycling Academy, due vittorie)

Classic Loire Atlantique
1ª tappa Tour of Estonia (Tallinn > Tartu)
- 2020 (Israel Start-Up Nation, due vittorie)

1ª tappa Vuelta a San Juan (San Juan > San Juan)
4ª tappa Okolo Slovenska (Topoľčianky > Skalica)
- 2023 (St Michel-Mavic-Auber93, una vittoria)

2ª tappa Tour de Bretagne (Sibiril > Melgven)

### Altri successi
- 2013 (dilettanti)

Classifica giovani Paris-Arras Tour
- 2014 (Roubaix Lille Métropole)

1ª tappa Paris-Arras Tour (Lens > Arras, cronosquadre)
Classifica giovani Paris-Arras Tour
- 2015 (Roubaix Lille Métropole)

Classifica giovani World Ports Classic

## Piazzamenti

### Grandi Giri
- Giro d'Italia

2020: non partito (9ª tappa)

### Classiche monumento
- Giro delle Fiandre

2017: 111º
2018: ritirato
- Parigi-Roubaix

2017: ritirato
2021: 89º
2022: 90º

### Competizioni europee
- Campionati europei

Monaco di Baviera 2022 - In linea Elite: 100º